# Государственный институт технологии органического синтеза
Государственный институт технологии органического синтеза (ГИТОС) — научный институт, в настоящее время специализирующийся на разработке лекарственных и ветеринарных препаратов, технологических процессов химической и текстильной промышленности. Был создан в 1961 г. как филиал ГСНИИОХТа. До 1993 г. занимался разработкой новых видов боевых отравляющих веществ, технологий их промышленного производства, выпуском опытных партий химического оружия. В 2004 г. началась процедура банкротства, в 2008 г. ГИТОС был исключён из единого государственного реестра юридических лиц.  